# Roberto Calderoli
Roberto Calderoli (Bergamo, 18 aprile 1956) è un politico italiano, dal 30 maggio 2001 senatore della Repubblica per la Lega Nord/Lega per Salvini premier, di cui è segretario organizzativo, e dal 22 ottobre 2022 ministro per gli affari regionali e le autonomie nel governo Meloni.
È stato per tre volte vicepresidente del Senato della Repubblica, coordinatore delle Segreterie nazionali della Lega Nord dal 2002 al 2020, ministro delle riforme istituzionali e devoluzione dal 20 luglio 2004 al 18 febbraio 2006 nel governo Berlusconi II e nel governo Berlusconi III e ministro per la semplificazione normativa dal 8 maggio 2008 al 16 novembre 2011 nel governo Berlusconi IV.

## Biografia
Nato a Bergamo, dove si è diplomato al liceo classico Paolo Sarpi, Calderoli si laurea in medicina e chirurgia a Milano il 18 febbraio 1982, iscrivendosi sia all'albo dei medici-chirurghi che all'albo degli odontoiatri. In gioventù è stato un pilota di rally, partecipando anche ad alcune gare del Campionato Europeo di rally e vincendone due.
Nel 1998 si sposa con la sceneggiatrice Sabina Negri in una cerimonia d'ispirazione celtica. Il 5 settembre 2015 si sposa a Narzole (Cuneo) con la compagna di partito Gianna Gancia, presidente della Provincia di Cuneo dal 2009 al 2014.

## Carriera politica

### Gli inizi
Inizia la sua esperienza politica con la Lega Lombarda di Umberto Bossi, di cui diviene prima presidente nel 1993 e poi segretario nazionale nel 1995, rimanendo in carica fino al 2002, anno in cui diventa coordinatore delle segreterie nazionali della Lega Nord e membro con diritto di voto nel consiglio federale del partito. Dal 1990 al 1995 è stato anche consigliere comunale di Bergamo.
Alle elezioni politiche del 1992 viene candidato alla Camera dei deputati, tra le liste della Lega Nord nella circoscrizione Brescia-Bergamo, risultando eletto deputato con 12.820 preferenze. Nel corso della XI legislatura ha fatto parte della 12ª Commissione Affari Sociali.
Viene rieletto deputato alla Camera per la Lega Nord dal 1994 al 1996 nel collegio uninominale di Bergamo per il Polo delle Libertà (47,36% dei voti), dal 1996 al 2001 nel collegio uninominale di Albino per la Lega Nord (51,92% dei voti). Iscritto al gruppo parlamentare della Lega Nord Padania, è stato temporaneamente presidente della Commissione Affari sociali.

### Elezione a senatore e Ministro per le riforme

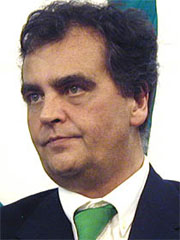
Roberto Calderoli nel 2001.

Alle elezioni politiche del 2001 viene candidato al Senato della Repubblica nel collegio uninominale di Albino, sostenuto dalla Casa delle Libertà in quota leghista, risultando eletto senatore con il 44,15% dei voti. Nel corso della XIV legislatura ha fatto parte della 4ª Commissione Difesa (2001-2005), della 6ª Commissione Finanze e tesoro (2005-2006), venendo sostituito da Andrea Corrado, e della Commissione parlamentare d'inchiesta sull'affare Telekom-Serbia (2002-2004), oltre a ricoprire l'incarico di vicepresidente del Senato fino a quando diventa Ministro per le riforme istituzionali e la devoluzione, in sostituzione di Umberto Bossi eletto al Parlamento europeo, nel luglio 2004.

#### Proposta di riforma costituzionale
In questa veste è stato tra gli artefici di una riforma costituzionale di ampio respiro finalizzata ad attribuire maggiori poteri alle regioni, a superare il bicameralismo perfetto e alla riduzione del numero dei parlamentari. Tale riforma è stata bocciata in occasione del referendum costituzionale del 2006.

#### Il "Porcellum"
Calderoli è anche uno dei firmatari del disegno di legge elettorale, poi approvato il 21 dicembre 2005, negli ultimi mesi della XIV legislatura, in un clima politico rovente. Tale legge è stata successivamente definita "una porcata" dallo stesso Calderoli, il 15 marzo 2006, durante il programma televisivo Matrix. L'affermazione di Calderoli ha fornito uno spunto polemico al politologo Giovanni Sartori, che definì il meccanismo elettorale con l'appellativo di "Porcellum". Da quel momento, i media e l'opinione pubblica hanno cominciato a usare tale soprannome per etichettare la legge elettorale Calderoli.
Il 5 dicembre 2013, i Giudici Costituzionali hanno bocciato la legge nei due punti sottoposti al vaglio di costituzionalità, con la seguente nota: "La Corte Costituzionale ha dichiarato l'illegittimità costituzionale delle norme della legge n. 270/2005 che prevedono l'assegnazione di un premio di maggioranza (sia per la Camera dei Deputati che per il Senato della Repubblica) alla lista o alla coalizione di liste che abbiano ottenuto il maggior numero di voti e che non abbiano conseguito, almeno, alla Camera, 340 seggi e, al Senato, il 55% dei seggi assegnati a ciascuna Regione. La Corte ha altresì dichiarato l'illegittimità costituzionale delle norme che stabiliscono la presentazione di liste elettorali 'bloccate', nella parte in cui non consentono all'elettore di esprimere una preferenza. Resta fermo che il Parlamento può sempre approvare nuove leggi elettorali, secondo le proprie scelte politiche, nel rispetto dei principi costituzionali".

#### Vicenda delle vignette danesi su Maometto
Il 15 febbraio 2006 Calderoli, in un'intervista televisiva del TG1 sulla libertà di espressione in Europa in seguito alle conseguenze della pubblicazione di alcune caricature di Maometto sul Jyllands-Posten, mostra una maglietta che raffigura Maometto. Il servizio viene ripreso e ritrasmesso da tutti i telegiornali RAI. Sebbene la maggioranza degli organi di stampa riporti la notizia che la maglietta in questione riproducesse una delle caricature pubblicate dallo Jyllands-Posten, ciò non corrisponde a verità.
Come è possibile verificare dall'analisi del video, si tratta in realtà della vignetta pubblicata in prima pagina da France Soir il 1º febbraio 2006, nella quale il profeta Maometto, in presenza di Budda e Jahvè, viene rimproverato dal Dio cristiano che gli dice: "Non brontolare, Maometto, siamo stati messi in caricatura tutti quanti, qui". L'evento suscitò dure reazioni dato che la religione islamica proibisce le raffigurazioni della figura umana in genere, tanto più quella del profeta Maometto, in particolare se in un contesto considerato irrispettoso perché può portare a ridere di lui, come è il caso di una vignetta satirica: il 17 febbraio ci fu una violenta protesta davanti al Consolato Italiano di Bengasi, in Libia, e la polizia libica sparò sulla folla, uccidendo 11 manifestanti.
Secondo dichiarazioni successive dello stesso Gheddafi, la rivolta di Bengasi non fu dovuta alle vignette bensì allo storico contenzioso Italia-Libia per il risarcimento dei danni coloniali. La stessa rivolta, secondo commentatori esperti di politica mediorientale, sarebbe stata frutto di accordi sotterranei con movimenti integralisti, fino a quel momento osteggiati dal regime libico.
Calderoli si dimette il 18 febbraio 2006, dopo esplicita richiesta dell'intero governo e di tutta l'opposizione, oltre che al richiamo del Presidente della Repubblica, Carlo Azeglio Ciampi che invoca "comportamenti responsabili" per chi ha "responsabilità di governo". L'episodio della maglietta provoca anche tensioni diplomatiche tra il governo italiano e lo Stato libico. Il consolato italiano a Bengasi non è stato riaperto: dal 2006 l'unica rappresentanza italiana in Libia è rimasta l'ambasciata a Tripoli.

### Vicepresidente del Senato per la seconda volta
Alle elezioni politiche del 2006 è eletto senatore per la Lega Nord nella circoscrizione Piemonte. Dal 4 maggio 2006 è nuovamente uno dei vicepresidenti del Senato della Repubblica. Durante il periodo del governo Prodi, presenta in Senato mozioni che vengono votate anche da alcuni membri della maggioranza. Gli episodi contribuiscono a rendere il clima più rovente e ad evidenziare la scarsa tenuta della coalizione di maggioranza in Senato.

#### Dichiarazioni a seguito dei Mondiali del 2006
A seguito della vittoria dell'Italia ai danni della Francia nella finale del campionato mondiale di calcio 2006, Calderoli ha dichiarato: «Quella di Berlino è una vittoria della nostra identità, dove una squadra che ha schierato lombardi, campani, veneti o calabresi, ha vinto contro una squadra che ha perso, immolando per il risultato la propria identità, schierando negri, islamici e comunisti».
I commenti di Calderoli hanno provocato forti proteste dall'ambasciatore francese a Roma Yves Aubin De La Messuzière: «Le dichiarazioni di Calderoli a proposito della multietnicità della squadra francese sono inaccettabili. Sono scioccato, ma sono certo che a essere rimasti scioccati sono stati soprattutto gli italiani: anche perché alcuni dei giocatori francesi giocano in squadre italiane del nord. Queste affermazioni non possono che provocare reazioni di odio razziale».

#### Indagato nell'ambito dell'affaire Antonveneta
L'11 giugno 2007 gli viene notificata l'iscrizione al registro delle notizie di reato, con l'ipotesi di appropriazione indebita, dalla Procura della Repubblica di Lodi nell'indagine sui comportamenti del banchiere Giampiero Fiorani e di Antonveneta.

### Ministro per la semplificazione normativa

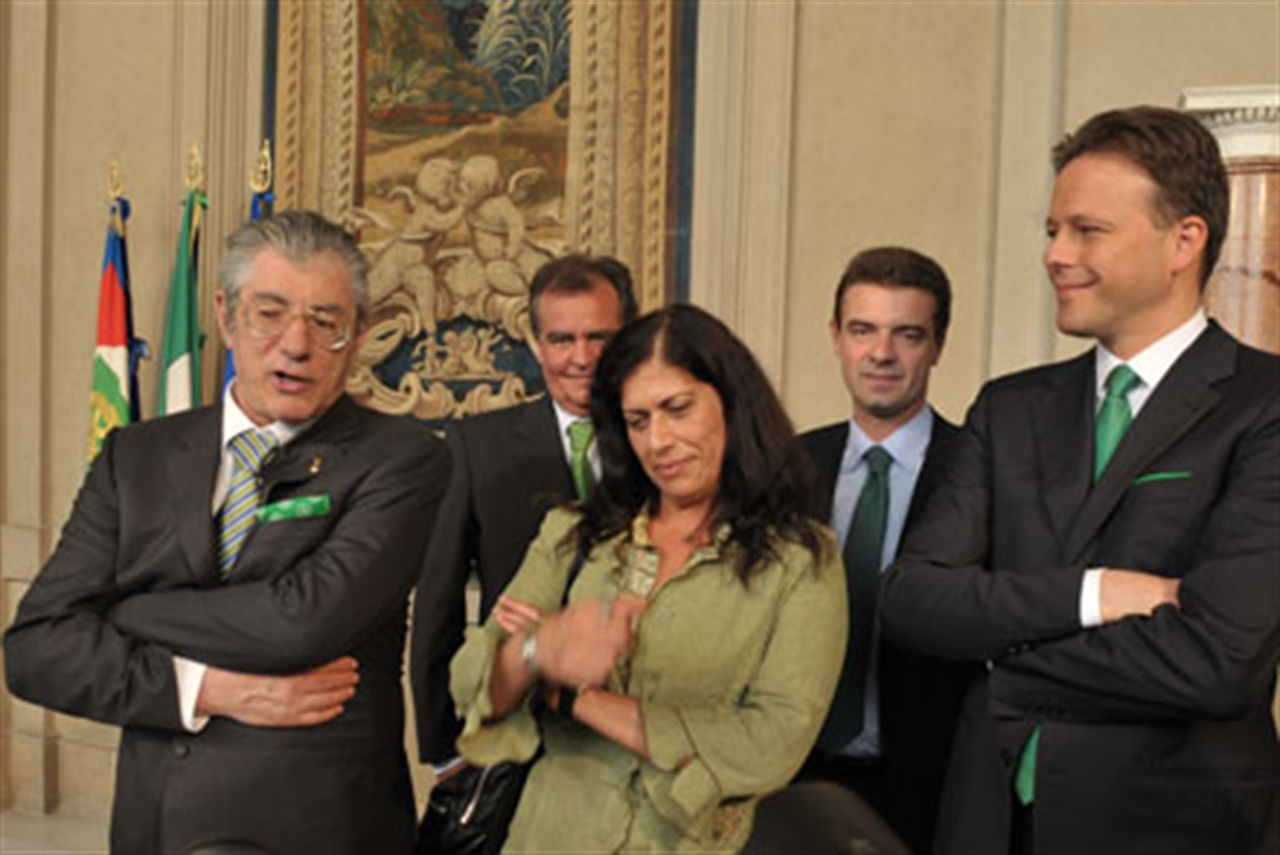
Umberto Bossi, Roberto Calderoli, Rosy Mauro, Roberto Cota e Federico Bricolo al Quirinale.

Alle elezioni politiche del 2008 è stato nuovamente eletto senatore per la Lega Nord nella circoscrizione Lombardia. Dal 7 maggio 2008 è ministro per la semplificazione normativa nel Governo Berlusconi IV. Il 22 dicembre 2010 la Camera dei deputati affronta una mozione che impegna il governo a revocargli la nomina a ministro, presentata dal capogruppo dell'Italia dei Valori Massimo Donadi, accusato di aver indebitamente abrogato il reato di associazione di carattere militare per scopi politici che vedeva 36 dirigenti della Lega imputati dalla procura di Verona per costituzione di banda armata.
La Camera (575 presenti e 511 votanti) respinge la mozione con 188 sì (PD, IdV) 293 no (PdL, Lega Nord, Noi Sud, PID, PRI, AdC, Movimento di Responsabilità Nazionale) e 64 astenuti (UdC, Futuro e Libertà, MpA, ApI, Liberal Democratici, PLI, Südtiroler Volkspartei) con una maggioranza di 257.

#### Soppressione di "leggi inutili"
A febbraio 2009 Calderoli annuncia di aver soppresso 29 000 leggi considerate inutili, il cui mantenimento costava 2 000 euro all'anno, per un risparmio totale che ammonterebbe, secondo Calderoli, a 58 000 000 di euro l'anno. Il ministero non ha fornito dati a supporto di queste cifre.
A marzo 2010 dà simbolicamente fuoco a 375 000 leggi abrogate in 22 mesi di legislatura, raccolte in circa 150 scatole contenenti i soli titoli. Le norme più vecchie risalivano al 1861; secondo il governo tale operazione di taglio delle leggi permetterà di risparmiare 787 milioni di euro l'anno. Intenzione di Calderoli è quella di arrivare a non più di 5 000 leggi in vigore, ossia la metà di quelle rimaste, da riorganizzare a loro volta in testi unici suddivisi per settore. L'iniziativa simbolica, che si era svolta in una caserma dei vigili del fuoco, è stata però criticata dai loro sindacati.
Critiche all'operazione taglia-leggiL'operazione complessiva ha ricevuto diverse critiche, in base al principio di abrogazione implicita e per successione delle norme. Secondo quanto scrive Sergio Rizzo in un libro, "eliminare migliaia di leggi inutili perché «esauste», che cioè hanno esaurito la propria funzione e quindi non sono più concretamente vigenti, anche se formalmente continuano a essere in vigore, è un'operazione di per sé inutile. Anche la legge che le elimina può quindi essere considerata una legge inutile".
Leggi tagliate - istituzione comuni e Corte dei Conti, abolizione pena di morteTra le varie norme cancellate nel marzo 2009 sono state incluse anche di quelle istitutive di alcuni comuni italiani tra cui Follonica, Sabaudia, Carbonia e Aprilia, oltre alla legge di abolizione della pena di morte e alla norma istitutiva della Corte dei Conti. Un successivo decreto "salva-leggi" è dovuto intervenire a rettificare gli errori del precedente decreto "taglia-leggi".
Tribunali per i minoriCon il decreto legislativo 212 del 13 dicembre 2010 (uno dei provvedimenti taglia-leggi) viene abrogato il regio decreto 20 luglio 1934, sull'istituzione e funzionamento dei tribunali per i minorenni (ma non la sua legge di conversione n.835 del 27 maggio 1935). La vicenda, che avrebbe rischiato di abrogare i tribunali minorili, viene corretta con una successiva nota sulla Gazzetta Ufficiale del 7/1/2011.
Tutela degli alimentiIn base ad una sentenza della Cassazione del febbraio 2010, dal 16 dicembre 2010 a seguito dell'entrata in vigore della legge 246 del 28 novembre 2005 (legge taglia-leggi), sarebbe stata definitivamente soppressa la legge 283 del 30 aprile 1962 sulla Tutela degli alimenti, che non ha trovato posto nel decreto "salva-leggi" (il decreto 179 del 2009 che si occupa delle leggi risalenti a prima del 1970 di cui si ritiene "indispensabile la permanenza in vigore"). L'adulterazione e la vendita di cibo avariato pertanto non solo non sarebbe più stata un reato, ma sarebbe apparsa come un comportamento lecito. Le prime assoluzioni sono avvenute già in dicembre 2010 a Torino e Benevento. Tuttavia, secondo altri commentatori, la normativa sarebbe rimasta in vigore per via di un cavillo giuridico (la dicitura "testo unico" nel titolo della legge l'avrebbe salvata dall'abrogazione). La paradossale complicazione è stata sbrogliata da una sentenza urgente della Cassazione del 20 gennaio 2011, che ha dichiarato non abrogata la legge.

#### Soppressione di "enti inutili"
Nel disegno di legge sul Codice delle Autonomie, presentato nel 2009, Calderoli aveva previsto l'eliminazione di una serie di istituti, denominati «enti dannosi»: consorzi di bonifica, bacini imbriferi, comunità montane, difensori civici, tribunali delle acque, enti parco. Il ddl è stato successivamente rimaneggiato e rimandato in più momenti.
Gli enti pubblici non economici hanno ottenuto di poter presentare un piano di riordino prima del 31 ottobre 2009, per evitare di essere aboliti. L'abolizione dei difensori civici comunali e delle circoscrizioni comunali è entrata in vigore nel 2011.

#### Norma sulla chiarezza dei testi normativi
Con la Legge 69/2009 del 18 giugno 2009, all'art. 4, è introdotto l'art. 13-bis alla legge 400/1988 (Disciplina dell'attività di Governo e ordinamento della Presidenza del Consiglio dei ministri), una norma sulla chiarezza dei testi normativi, che impegna inderogabilmente il Governo a far sì che "ogni norma... indichi espressamente le norme sostituite, modificate, abrogate o derogate; ogni rinvio ad altre norme... contestualmente indichi, in forma integrale o in forma sintetica e di chiara comprensione, il testo ovvero la materia alla quale le disposizioni fanno riferimento o il principio, contenuto nelle norme cui si rinvia, che esse intendono richiamare".
Ciononostante, a causa dell'assenza di sanzioni, che avrebbero dovuto essere rivolte allo stesso governo, la norma è rimasta inapplicata. La stessa legge 69/2009, così come il decreto milleproroghe, è stata fortemente criticata per la sua cripticità e il linguaggio burocratese. Per favorire la pubblicità dei testi di legge, è stato approntato il sito Normattiva.it, raccolta dei testi di legge in vigore.

### Scandalo Belsito
Il 4 dicembre 2011 con l'opposizione della Lega al Governo Monti, è eletto Presidente del Parlamento del Nord.
Dal 5 aprile 2012, a seguito delle dimissioni di Umberto Bossi dalla carica di segretario federale della Lega Nord per via dello scandalo Belsito, Calderoli ha fatto parte, insieme a Roberto Maroni e Manuela Dal Lago, del comitato incaricato dal partito di occuparsi transitoriamente della gestione ordinaria dello stesso, fino alla celebrazione del congresso federale, svoltosi nelle giornate di sabato 30 giugno e domenica 1º luglio 2012.
Il suo nome compare nelle carte delle tre Procure che nell'aprile 2012 indagano sui rimborsi elettorali concessi alla Lega Nord che sarebbero stati utilizzati in seguito da alcuni dirigenti di primo piano del partito. Il diretto interessato ha smentito qualsiasi suo coinvolgimento e non risulta indagato da nessuna delle procure coinvolte.
A seguito di tali vicende, Calderoli ha dichiarato di aver presentato le sue dimissioni dalla Lega Nord sia al presidente e leader Umberto Bossi sia ai due "triumviri", Roberto Maroni e Manuela Dal Lago, che insieme a lui hanno retto il partito (fino al congresso che ha eletto Maroni segretario federale), che però, sempre secondo quanto dichiarato, le hanno respinte.
Al congresso della Lega Lombarda a Bergamo del 2 giugno 2012 è stato contestato e attaccato all'interno del partito dall'ex consigliere regionale ed ex capogruppo in Regione Lombardia Corrado Della Torre che l'ha accusato di aver eseguito il peggior berlusconismo "col ghigno servile del collaborazionista".

### Vicepresidente del Senato per la terza volta

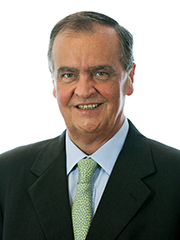
Calderoli rieletto al Senato nel 2013.

Alle elezioni politiche del 2013 è stato riconfermato per la quarta volta senatore, per la Lega Nord nella circoscrizione Lombardia. Nella XVII legislatura della Repubblica è stato per la terza volta vicepresidente del Senato, eletto con 119 voti, e membro della 12ª Commissione Igiene e sanità (2013), della 1ª Commissione Affari Costituzionali (2013-2017; 2017-2018), della 4ª Commissione Difesa (2017) e della Giunta per il Regolamento.
A settembre 2015 presenta la cifra record di oltre 82 milioni di emendamenti al disegno di legge sulla riforma costituzionale Renzi-Boschi, volto a riformare il Senato, realizzati tramite l'utilizzo di un software, con l'intento di paralizzare in modo prolungato l'attività del Senato (ne ritirerà poi 7 milioni). I restanti 75 milioni di emendamenti vengono dichiarati "irricevibili" dal presidente del Senato Piero Grasso e non posti in votazione.
Riconfermato senatore per la Lega alle elezioni politiche del 2018, il 28 marzo 2018 è rieletto vicepresidente del Senato per la quarta volta.

### Candidato alla presidenza del Senato
Alle elezioni politiche anticipate del 2022 viene ricandidato al Senato, tra le liste dalla Lega nel collegio plurinominale Lombardia - 03 come capolista, venendo rieletto per la sesta volta senatore. Nei giorni immediatamente precedenti all'insediamento della XIX legislatura il nome di Calderoli è stato proposto dalla Lega come possibile candidato del centro-destra alla presidenza del Senato, contro il candidato in pectore di Fratelli d'Italia l'ex ministro della difesa e vicepresidente del Senato uscente Ignazio La Russa. Successivamente si va a creare una situazione di stallo, che si risolve solo quando, la mattina dell'insediamento delle Camere, Calderoli ritira la propria candidatura per favorire quella di La Russa.

### Ministro per gli affari regionali e le autonomie

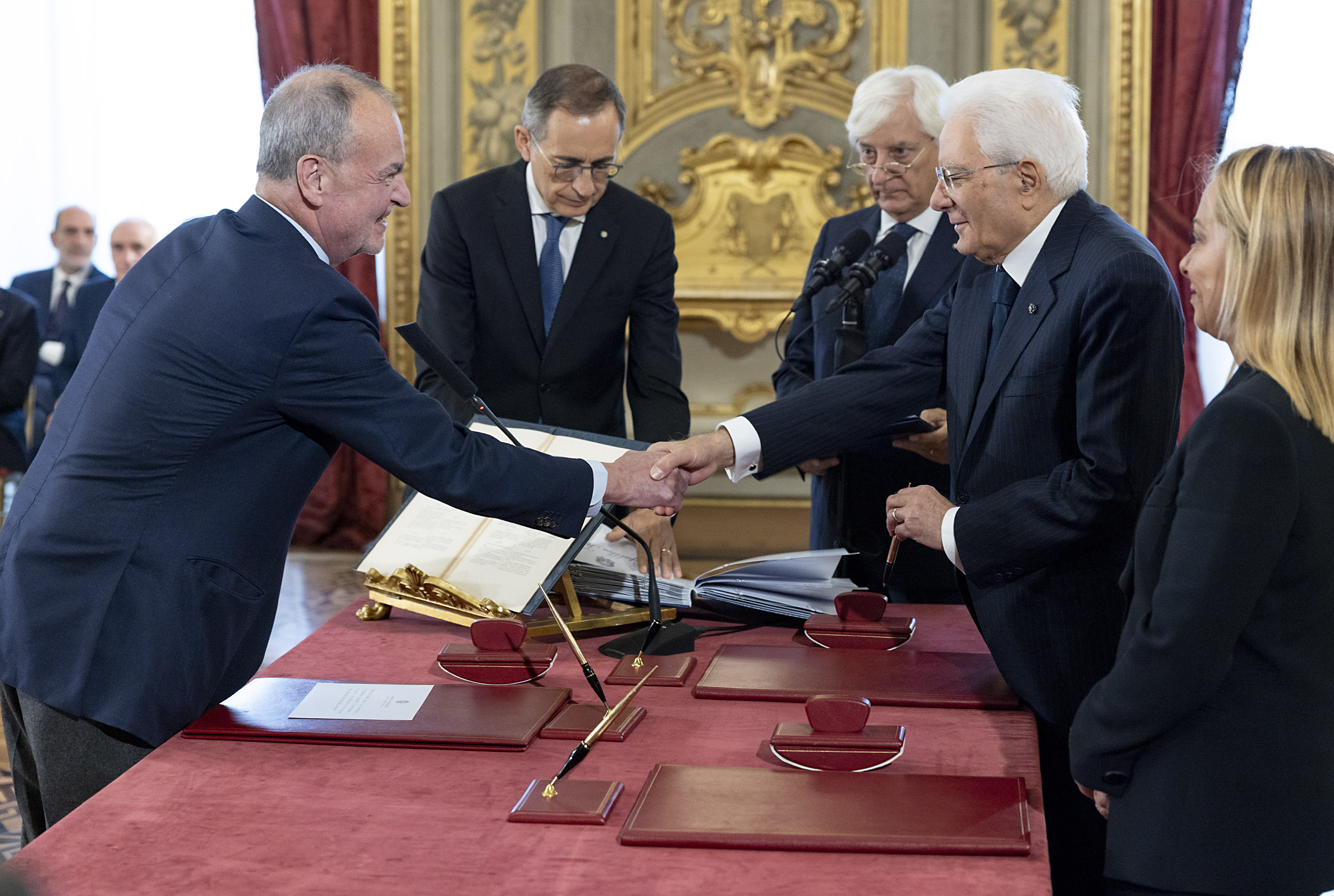
Calderoli giura come ministro al Quirinale nelle mani del presidente della Repubblica, Sergio Mattarella, il 22 ottobre 2022.

Dopo la vittoria della coalizione di centro-destra alle elezioni e il successivo incarico di formare un governo affidato a Giorgia Meloni, il 21 ottobre 2022 viene indicato quale ministro per gli affari regionali e le autonomie. Il giorno successivo presta giuramento davanti al Presidente della Repubblica Sergio Mattarella come ministro nel governo Meloni. In tale veste si adopera per l'entrata in vigore del ddl sull'autonomia differenziata, che stabilisce le regole e il percorso con cui alcune regioni possono chiedere maggiore autonomia nella gestione di specifiche materie, venendo approvata in via definitiva dal Parlamento il 19 giugno 2024. Tuttavia il 14 novembre 2024, in seguito ai ricorsi presentati da quattro regioni (Puglia, Toscana, Sardegna e Campania), la corte costituzionale dichiara la legge in parte incostituzionale, nello specifico sette punti centrali della legge.

## Prese di posizione controverse
Spesso al centro di controversie per alcune sue affermazioni.

### Immigrazione
- Nel giugno 2008 ha sostenuto che alcune etnie (con speciale riferimento ai rom) "hanno una maggiore propensione a delinquere"[62].
- Nel novembre 2009, a seguito dell'iniziativa popolare svizzera sul bando ai minareti, Calderoli ha sintetizzato "Sì ai campanili, no ai minareti", e che avrebbe voluto che la Svizzera facesse da modello per l'Italia[63].
- Nel dicembre 2009 ha attaccato Dionigi Tettamanzi, arcivescovo di Milano, che aveva criticato il sindaco Letizia Moratti per la campagna di sgombero contro i rom, dichiarando che "Tettamanzi con il suo territorio non c'entra proprio nulla, sarebbe come mettere un prete mafioso in Sicilia"[64].
- Calderoli ha affermato che gli immigrati musulmani vengono in Italia “a chiederci di togliere i nostri crocifissi o di rinunciare al nostro Natale e ai nostri presepi! La porta è sempre aperta: tornino giù nel deserto a parlare con i cammelli o nella giungla con le scimmie!”[65].

### Omosessualità
- A gennaio 2006 Calderoli affermò: “La civiltà gay ha trasformato la Padania in un ricettacolo di culattoni. Qua rischiamo di diventare un popolo di ricchioni”.[66]
- Sempre nel gennaio 2006, Calderoli affermò: “Questi culattoni hanno nauseato. Pacs e porcherie varie hanno come base l'arido sesso e queste assurde pretese di privilegi da parte dei culattoni sono fuori luogo e nauseanti”.[67][68]

## Procedimenti giudiziari

### Oltraggio e resistenza a pubblico ufficiale
Nel 1996 viene indagato dalla procura di Milano per oltraggio e resistenza a pubblico ufficiale (articoli 337 e 341 del codice penale) per avere cercato di impedire violentemente la perquisizione della sede della Lega in Via Bellerio, ordinata dalla procura di Verona. Condannato a 8 mesi di reclusione in primo grado, la pena è ridotta a 4 mesi e 20 giorni in appello (il reato di oltraggio a pubblico ufficiale era stato nel frattempo abrogato dalla legge 205/1999); la Corte di Cassazione ha poi annullato la sentenza d'appello con rinvio, disponendo un nuovo processo d'appello, durante il quale il reato residuo si è estinto per intervenuta prescrizione.

### Truffa ai danni dello Stato
Nel dicembre 2011 viene indagato dalla procura di Roma per truffa ai danni dello Stato (articolo 640, comma 2 del codice penale): l'inchiesta riguarda l'uso di un aereo di Stato il 19 gennaio dello stesso anno per viaggiare da Roma a Cuneo e ritorno, motivato con "comprovate e inderogabili esigenze di trasferimento connesse all'esercizio di funzioni istituzionali" e in realtà utilizzato per fare visita a un bambino in ospedale. Essendo il presunto reato commesso nell'esercizio delle funzioni di ministro, la procura trasmette al Senato della Repubblica una richiesta di autorizzazione a procedere ai sensi dell'articolo 96 della Costituzione e dell'articolo 8, comma 1 della legge costituzionale 1/1989.
Il 29 febbraio 2012 il Senato approva, con 219 voti favorevoli e 66 contrari, la relazione di Carlo Sarro (Popolo della Libertà), che nega l'autorizzazione a procedere, provocando quindi l'archiviazione del procedimento.

### Diffamazione aggravata dall'odio razziale
A luglio 2013 Calderoli ha affermato, riferendosi all’allora ministro per l'integrazione Cécile Kyenge, “Amo gli animali, orsi e lupi com'è noto, ma quando vedo le immagini della Kyenge non posso non pensare, anche se non dico che lo sia, alle sembianze di orango”. In seguito a queste affermazioni il 17 luglio 2013 è indagato dalla procura di Bergamo con l'ipotesi di reato di diffamazione aggravata dall'odio razziale (art. 595 del codice penale e articolo 3 della legge 205/1993). L'episodio ha scatenato sdegno e reazioni di condanna da parte di esponenti di ogni area del mondo politico italiano, del Presidente della Repubblica Giorgio Napolitano, del Presidente del Consiglio Enrico Letta, dei Presidenti di Camera e Senato Laura Boldrini e Pietro Grasso, dell'ONU, del Vaticano e del settimanale Famiglia Cristiana.
La notizia ha avuto grande eco mediatica anche sulla stampa estera. Diversi esponenti di partiti politici italiani, e lo stesso Presidente del Consiglio Enrico Letta, hanno chiesto le dimissioni di Roberto Calderoli dalla carica di vicepresidente del Senato. Il 6 novembre 2013 la procura di Bergamo ha chiesto il giudizio immediato nei confronti di Calderoli, «giustificata l'evidenza della prova».
Tuttavia il 6 febbraio 2015, la giunta per le immunità del Senato boccia la relazione del senatore Vito Crimi (M5S) dichiarando l'insindacabilità delle sue opinioni in quanto parlamentare nell'ambito delle prerogative tutelate dall'articolo 68, primo comma, della Costituzione. Secondo l'orientamento maggioritario della giunta l'espressione orango con la quale fu apostrofato l'allora ministro dell'Integrazione del Governo Letta, Cécile Kyenge, era solo pensiero politico. Contro la sindacabilità delle parole di Calderoli, ovvero a sua difesa, si schiera un'ampia maggioranza, costituita da FI, Lega, NCD, parte del PD e 1 membro del M5S; a favore l'M5S e parte del PD (in tutto 4 sì e 12 no). Il 23 marzo 2018, però, la Corte costituzionale accoglie il ricorso del tribunale di Bergamo e dichiara nulla la deliberazione di insindacabilità del Senato.
Il 14 gennaio 2019 viene condannato in primo grado di giudizio a 18 mesi per diffamazione con l'aggravante dell'odio razziale, con pena sospesa. Ma nel 2024 il procedimento è stato estinto per intervenuta prescrizione.